# Джейкобсон, Эрик
Э́рик Дже́йкобсон (англ. Eric Jacobson; род. 25 июля 1970 или 15 января 1971, Нью-Йорк) — американский кукловод, «рука и голос» нескольких главных персонажей-маппетов телепередачи «Улица Сезам».

## Биография
Эрик Норман Джейкобсон родился 15 января 1971 года в городе Форт-Уэрт (штат Техас, США), но ещё в младенчестве переехал с родителями в Нью-Йорк (по другим данным — в Нью-Йорке и родился).
С 1997 года начал озвучивать и играть Берта (как правило, в дуэте с куклой Эрни) в телепередаче «Улица Сезам», и является его официальным голосом по настоящее время. Очень скоро актёр перестал ограничиваться одним персонажем «Улицы…»: с 1998 года он также играет Гровера, с 2001 года — Мисс Пигги, с 2002 года — Медведя Фоззи и Животное, с 2005 года — Орла Сэма и Улыбчивого Парня, с 2011 года — Марвина Саггса, с 2016 года — Двухголового Монстра. Берта, Гровера, Мисс Пигги, Медведя Фоззи, Животное и Марвина Саггса Джейкобсон «принял по наследству» от известного кукловода Фрэнка Оза. С 2015 года Джейкобсон берёт уроки мастерства у кукловода Кэролла Спинни, чтобы принять его Оскара.
Женат, жену зовут Мэри.

## Избранные работы
- 1997 — н. в. — Улица Сезам / Sesame Street — Берт[англ.] / Гровер[англ.] / Мисс Пигги / Медведь Фоззи[англ.] / Животное[англ.] / Орёл Сэм[англ.] / Улыбчивый Парень[англ.] / Марвин Саггс[англ.] / Двухголовый Монстр[англ.]

- 1997—2006 — Медведь в Большом Синем Доме[англ.] / Bear in the Big Blue House — Утка Гарри
- 2001 — Между львами[англ.] / Between the Lions — Берт
- 2001—2003 — Книга Пуха[англ.] / The Book of Pooh — Пятачок (только кукловод)
- 2002 — Очень маппетовское рождественское кино[англ.] / It's a Very Merry Muppet Christmas Movie — Мисс Пигги / Медведь Фоззи / Животное / Йода
- 2003, 2005, 2007 — Роув в прямом эфире[англ.] / Rove Live — Берт / Гровер / Мисс Пигги (в 3 выпусках)
- 2005 — Шоу Маппетов: Волшебник из страны Оз[англ.] / The Muppets' Wizard of Oz — Мисс Пигги / Медведь Фоззи / Животное / Орёл Сэм
- 2005, 2007 — Большое музыкальное шоу Джека[англ.] / Jack's Big Music Show — Кукушка Фил / Плохой Волчонок (в 2 выпусках)
- 2006—2011 — Пинки-Динки-Ду[англ.] / Pinky Dinky Doo — второстепенные персонажи
- 2008 — Рождество Маппетов: Письма Санте[англ.] / A Muppets Christmas: Letters to Santa — Мисс Пигги / Медведь Фоззи / Животное / Орёл Сэм
- 2008 — Студия DC: Почти прямой эфир[англ.] / Studio DC: Almost Live — Мисс Пигги / Медведь Фоззи / Животное (в 2 эпизодах)
- 2008 — Эбби в Стране чудес[англ.] / Abby in Wonderland — Гровер (Болванщик) / Берт (Труляля)
- 2009 — Клиника / Scrubs — Гровер (в эпизоде My ABC's)
- 2011 — Маппеты / The Muppets — Мисс Пигги / Медведь Фоззи / Животное / Орёл Сэм / Марвин Саггс
- 2011 — LittleBigPlanet 2 — Мисс Пигги / Медведь Фоззи / Животное (комп. игра)
- 2011 — Ток-шоу Финеса и Ферба / Take Two with Phineas and Ferb — Мисс Пигги (в эпизоде Miss Piggy)
- 2013 — Скуби-Ду! Приключения: Загадочная карта[англ.] / Scooby-Doo! Adventures: The Mystery Map — Шэгги Роджерс (только кукловод)
- 2014 — Маппеты 2 / Muppets Most Wanted — Мисс Пигги / Медведь Фоззи / Животное / Орёл Сэм
- 2015—2016 — Маппеты / The Muppets — Мисс Пигги / Медведь Фоззи / Животное / Орёл Сэм (в 16 эпизодах)
- 2016 — н. в. — Маппеты представляют… Великие моменты в американской истории[англ.] / The Muppets Present...Great Moments in American History — Мисс Пигги / Медведь Фоззи / Орёл Сэм (живое шоу на Площади Свободы[англ.] в Волшебном королевстве[англ.] «Мира Диснея» — только голос)

## Награды и номинации
С полным списком кинематографических наград и номинаций Эрика Джейкобсона можно ознакомиться на сайте IMDb.
- 2011 — Дневная премия «Эмми» в категории «Лучшее выступление в детской программе» за роль в выпуске «Гровер и Железный Монстр» «Улицы Сезам» — номинация.